# Кубок Шпенглера 2022
Кубок Шпенглера 2022 — 94-й традиційний турнір Кубок Шпенглера, що відбувався у швейцарському місті Давос з 26 по 31 грудня 2022 року.

## Арена
Традиційно усі матчі турніру проходять на Вайлент Арені.

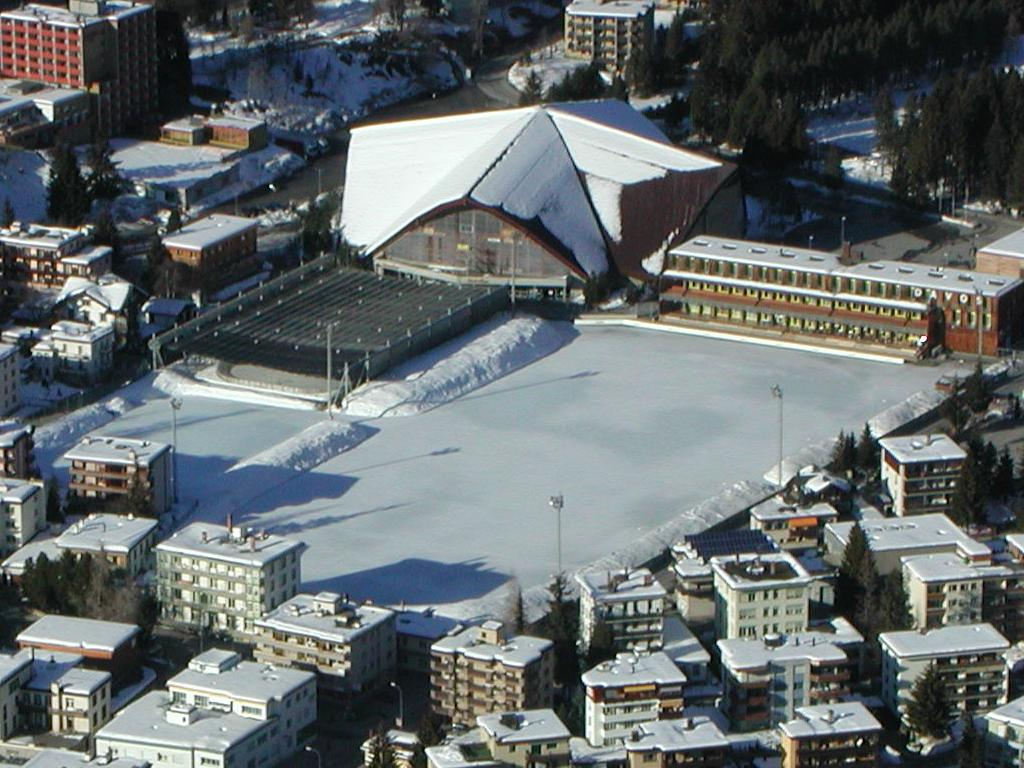
Вайлент Арена

## Регламент змагань
У кубку Шпенглера беруть участь шість хокейних колективів у двох групах.
У групах команди грають турнір за круговою системою: кожна з кожною. За перемогу в основний час нараховується три очки; команда, що програла, очок не отримує. Якщо ж основний час гри завершився нічиєю, командам зараховується по одному очку, а та з команд, що одержала перемогу в овертаймі або в серії післяматчевих штрафних кидків, отримує друге очко.
За регламентом змагань переможці груп виходять безпосередньо до півфіналу, а команди які зайняли 2-3 місця починають боротьбу з 1/4 фіналу.
Переможець фіналу отримує кубок Шпенглера.

## Попередній раунд
Місцевий час початку матчів (UTC+1).

### Нарахування очок
- В (перемога в основний час) — 3 очка.
- ВО (перемога в овертаймі/булітах) — 2 очка.
- ПО (поразка в овертаймі/булітах) — 1 очко.
- П (поразка в основний час) — 0 очок.

### Група «Торріані»
| Поз | Команда      | М | В | ВО | ПО | П | ГЗ | ГП | Різ | О | Кваліфікація |
| --- | ------------ | - | - | -- | -- | - | -- | -- | --- | - | ------------ |
| 1   | Амбрі-Піотта | 2 | 2 | 0  | 0  | 0 | 12 | 5  | +7  | 6 | Півфінали    |
| 2   | Еребру       | 2 | 1 | 0  | 0  | 1 | 7  | 7  | 0   | 3 | Чвертьфінали |
| 3   | ГІФК         | 2 | 0 | 0  | 0  | 2 | 5  | 12 | −7  | 0 | Чвертьфінали |

| 26 грудня 2022 15:10 | Амбрі-Піотта | 5 : 2 (1:0, 2:1, 2:1) | Еребру | Вайлент Арена, Давос Глядачів: 6,267 |

| Протокол                                                                            | Протокол                    | Протокол                        | Протокол   | Протокол                           |
| ----------------------------------------------------------------------------------- | --------------------------- | ------------------------------- | ---------- | ---------------------------------- |
|                                                                                     | Янне Ювонен                 | Голкіпери                       | Юнас Енрот | Арбітри: Седрік Борга Мікаель Норд |
| Форментон — 12:20 Йоріс — 33:42 Мак-Міллан — 34:10 Бюрглер — 45:08 Віртанен — 57:23 | 1:0 1:1 2:1 3:1 3:2 4:2 5:2 | 22:07 — Мастомякі 42:10 — Еберг |            | Арбітри: Седрік Борга Мікаель Норд |
| 6 хв.                                                                               | Вилучення                   | 6 хв.                           |            | Арбітри: Седрік Борга Мікаель Норд |
| 26                                                                                  | Кидки                       | 33                              |            | Арбітри: Седрік Борга Мікаель Норд |

| 27 грудня 2022 15:10 | ГІФК | 2 : 5 (2:2, 0:2, 0:1) | Еребру | Вайлент Арена, Давос Глядачів: 5,634 |

| Протокол                        | Протокол                    | Протокол                                                                     | Протокол      | Протокол                           |
| ------------------------------- | --------------------------- | ---------------------------------------------------------------------------- | ------------- | ---------------------------------- |
|                                 | Ніїло Галонен               | Голкіпери                                                                    | Йонас Арнтцен | Арбітри: Седрік Борга Мікаель Норд |
| Астен — 13:25 Галттунен — 15:40 | 0:1 0:2 1:2 2:2 2:3 2:4 2:5 | 05:47 — Екстрем 11:10 — Берглунд 32:00 — Еклінд 38:48 — Аболс 58:27 — Вікман |               | Арбітри: Седрік Борга Мікаель Норд |
| 8 хв.                           | Вилучення                   | 10 хв.                                                                       |               | Арбітри: Седрік Борга Мікаель Норд |
| 40                              | Кидки                       | 21                                                                           |               | Арбітри: Седрік Борга Мікаель Норд |

| 28 грудня 2022 15:10 | Амбрі-Піотта | 7 : 3 (2:0, 2:2, 3:1) | ГІФК | Вайлент Арена, Давос Глядачів: 6,267 |

| Протокол | Протокол                                | Протокол                                         | Протокол                    | Протокол                             |
| --- | --------------------------------------- | ------------------------------------------------ | --------------------------- | ------------------------------------ |
| | Бенджамін Конц                          | Голкіпери                                        | Ніїло Галонен Роопе Тапонен | Арбітри: Мікко Каукокарі Марк Віганд |
| Пестоні — 05:20 Мак-Міллан — 10:31 Хлапик — 22:03 Кнойбюлер — 32:16 Шпачек — 42:00 Гайм — 53:44 Кнойбюлер — 56:59 | 1:0 2:0 3:0 3:1 3:2 4:2 5:2 5:3 6:3 7:3 | 22:46 — Мотін 29:07 — Рантакарі 43:04 — Няттінен |                             | Арбітри: Мікко Каукокарі Марк Віганд |
| 10 хв. | Вилучення                               | 10 хв.                                           |                             | Арбітри: Мікко Каукокарі Марк Віганд |
| 26 | Кидки                                   | 29                                               |                             | Арбітри: Мікко Каукокарі Марк Віганд |

### Група «Каттіні»
| Поз | Команда        | М | В | ВО | ПО | П | ГЗ | ГП | Різ | О | Кваліфікація |
| --- | -------------- | - | - | -- | -- | - | -- | -- | --- | - | ------------ |
| 1   | Спарта (Прага) | 2 | 2 | 0  | 0  | 0 | 12 | 4  | +8  | 6 | Півфінали    |
| 2   | Давос (H)      | 2 | 1 | 0  | 0  | 1 | 4  | 10 | −6  | 3 | Чвертьфінали |
| 3   | Канада         | 2 | 0 | 0  | 0  | 2 | 3  | 5  | −2  | 0 | Чвертьфінали |

| 26 грудня 2022 20:15 | Спарта (Прага) | 3 : 2 (2:0, 1:2, 0:0) | Канада | Вайлент Арена, Давос Глядачів: 5,859 |

| Протокол                                      | Протокол            | Протокол                          | Протокол        | Протокол                              |
| --------------------------------------------- | ------------------- | --------------------------------- | --------------- | ------------------------------------- |
|                                               | Йозеф Корженарж     | Голкіпери                         | Майкл Гатчинсон | Арбітри: Марк Лемелін Мирослав Штольц |
| Ржепик — 18:11 Пршибил — 18:41 Ржепик — 27:20 | 1:0 2:0 3:0 3:1 3:2 | 28:40 — Конноллі 34:53 — Конноллі |                 | Арбітри: Марк Лемелін Мирослав Штольц |
| 6 хв.                                         | Вилучення           | 12 хв.                            |                 | Арбітри: Марк Лемелін Мирослав Штольц |
| 19                                            | Кидки               | 30                                |                 | Арбітри: Марк Лемелін Мирослав Штольц |

| 27 грудня 2022 20:15 | Давос | 2 : 1 (2:0, 0:1, 0:0) | Канада | Вайлент Арена, Давос Глядачів: 6,267 |

| Протокол                     | Протокол        | Протокол         | Протокол    | Протокол                             |
| ---------------------------- | --------------- | ---------------- | ----------- | ------------------------------------ |
|                              | Сандро Ешліманн | Голкіпери        | Коннор Г'юз | Арбітри: Мікко Каукокарі Марк Віганд |
| Роу – 00:31 Брістедт – 01:55 | 1:0 2:0 2:1     | 37:16 — Конноллі |             | Арбітри: Мікко Каукокарі Марк Віганд |
| 4 хв.                        | Вилучення       | 8 хв.            |             | Арбітри: Мікко Каукокарі Марк Віганд |
| 24                           | Кидки           | 29               |             | Арбітри: Мікко Каукокарі Марк Віганд |

| 28 грудня 2022 20:15 | Спарта (Прага) | 9 : 2 (2:1, 4:0, 3:1) | Давос | Вайлент Арена, Давос Глядачів: 6,267 |

| Протокол | Протокол                                    | Протокол                          | Протокол  | Протокол                              |
| --- | ------------------------------------------- | --------------------------------- | --------- | ------------------------------------- |
| | Якуб Коварж                                 | Голкіпери                         | Жиль Зенн | Арбітри: Марк Лемелін Мирослав Штольц |
| Кемпний — 01:23 Сафін — 10:55 Кемпний — 21:44 Бухтеле — 25:23 Горак — 32:11 Д. Вітоуч — 32:54 Ржепик — 44:40 Дворжачек — 46:39 Горак — 54:37 | 1:0 2:0 2:1 3:1 4:1 5:1 6:1 7:1 8:1 9:1 9:2 | 19:53 — Странський 59:39 — Амбюль |           | Арбітри: Марк Лемелін Мирослав Штольц |
| 6 хв. | Вилучення                                   | 4 хв.                             |           | Арбітри: Марк Лемелін Мирослав Штольц |
| 29 | Кидки                                       | 20                                |           | Арбітри: Марк Лемелін Мирослав Штольц |

## Фінальний раунд
|  | Чвертьфінали   | Чвертьфінали        |                |   | Півфінали | Півфінали |  |  | Фінал | Фінал |
|  |                |                     |                |   |           |           |  |  |       |       |
|  |                |                     |                |   |           |           |  |  |       |       |
|  |                |                     |                |   |           |           |  |  |       |       |
|  |                |                     |                |   |           |           |  |  |       |       |
|  | 30 грудня      |                     |                |   |           |           |  |  |       |       |
|  |                |                     |                |   |           |           |  |  |       |       |
|  | Спарта (Прага) | 4                   |                |   |           |           |  |  |       |       |
|  | Спарта (Прага) | 4                   | 29 грудня      |   |           |           |  |  |       |       |
|  |                |                     | Еребру         | 3 |           |           |  |  |       |       |
|  | Еребру         | 3                   | Еребру         | 3 |           |           |  |  |       |       |
|  | Еребру         | 3                   | 31 грудня      |   |           |           |  |  |       |       |
|  | Канада         | 1                   |                |   |           |           |  |  |       |       |
|  | Канада         | 1                   | Спарта (Прага) | 2 |           |           |  |  |       |       |
|  |                |                     | Спарта (Прага) | 2 |           |           |  |  |       |       |
|  |                | Амбрі-Піотта (бул.) | 3              |   |           |           |  |  |       |       |
|  |                | Амбрі-Піотта (бул.) | 3              |   |           |           |  |  |       |       |
|  | 30 грудня      |                     |                |   |           |           |  |  |       |       |
|  |                |                     |                |   |           |           |  |  |       |       |
|  | Амбрі-Піотта   | 5                   |                |   |           |           |  |  |       |       |
|  | Амбрі-Піотта   | 5                   | 29 грудня      |   |           |           |  |  |       |       |
|  |                |                     | Давос          | 0 |           |           |  |  |       |       |
|  | Давос          | 3                   | Давос          | 0 |           |           |  |  |       |       |
|  | Давос          | 3                   |                |   |           |           |  |  |       |       |
|  | ГІФК           | 2                   |                |   |           |           |  |  |       |       |
|  | ГІФК           | 2                   |                |   |           |           |  |  |       |       |

### Чвертьфінали
| 29 грудня 2022 15:10 | Еребру | 3 : 1 (1:0, 0:0, 2:1) | Канада | Вайлент Арена, Давос Глядачів: 5,422 |

| Протокол                                     | Протокол        | Протокол           | Протокол        | Протокол                                 |
| -------------------------------------------- | --------------- | ------------------ | --------------- | ---------------------------------------- |
|                                              | Йонас Арнтцен   | Голкіпери          | Майкл Гатчинсон | Арбітри: Мікко Каукокарі Мирослав Штольц |
| Берглунд — 12:00 Еберг — 40:21 Броме — 59:34 | 1:0 2:0 2:1 3:1 | 53:26 — ДіДоменіко |                 | Арбітри: Мікко Каукокарі Мирослав Штольц |
| 12 хв.                                       | Вилучення       | 37 хв.             |                 | Арбітри: Мікко Каукокарі Мирослав Штольц |
| 32                                           | Кидки           | 32                 |                 | Арбітри: Мікко Каукокарі Мирослав Штольц |

| 29 грудня 2022 20:15 | Давос | 3 : 2 (1:1, 1:0, 1:1) | ГІФК | Вайлент Арена, Давос Глядачів: 6,267 |

| Протокол                                        | Протокол            | Протокол                                | Протокол      | Протокол                          |
| ----------------------------------------------- | ------------------- | --------------------------------------- | ------------- | --------------------------------- |
|                                                 | Сандро Ешліманн     | Голкіпери                               | Роопе Тапонен | Арбітри: Седрік Борга Марк Віганд |
| Странський — 11:19 Амбюль — 26:43 Візер — 53:09 | 0:1 1:1 2:1 2:2 3:2 | 07:48 — Весалайнен 41:04 — Коівістоінен |               | Арбітри: Седрік Борга Марк Віганд |
| 6 хв.                                           | Вилучення           | 10 хв.                                  |               | Арбітри: Седрік Борга Марк Віганд |
| 27                                              | Кидки               | 29                                      |               | Арбітри: Седрік Борга Марк Віганд |

### Півфінали
| 30 грудня 2022 15:10 | Спарта (Прага) | 4 : 3 (0:1, 4:2, 0:0) | Еребру | Вайлент Арена, Давос Глядачів: 6,267 |

| Протокол                                                         | Протокол                    | Протокол                                      | Протокол   | Протокол                          |
| ---------------------------------------------------------------- | --------------------------- | --------------------------------------------- | ---------- | --------------------------------- |
|                                                                  | Йозеф Корженарж             | Голкіпери                                     | Юнас Енрот | Арбітри: Марк Лемелін Марк Віганд |
| Дворжачек — 30:02 Форман — 34:40 Бухтеле — 37:38 Томашек — 39:19 | 0:1 0:2 0:3 1:3 2:3 3:3 4:3 | 03:28 — Броме 22:23 — Някювя 29:31 — Ріссанен |            | Арбітри: Марк Лемелін Марк Віганд |
| 8 хв.                                                            | Вилучення                   | 6 хв.                                         |            | Арбітри: Марк Лемелін Марк Віганд |
| 19                                                               | Кидки                       | 23                                            |            | Арбітри: Марк Лемелін Марк Віганд |

| 30 грудня 2022 20:15 | Амбрі-Піотта | 5 : 0 (2:0, 1:0, 2:0) | Давос | Вайлент Арена, Давос Глядачів: 6,267 |

| Протокол                                                                              | Протокол            | Протокол  | Протокол        | Протокол                              |
| ------------------------------------------------------------------------------------- | ------------------- | --------- | --------------- | ------------------------------------- |
|                                                                                       | Янне Ювонен         | Голкіпери | Сандро Ешліманн | Арбітри: Мікаель Норд Мирослав Штольц |
| Мак-Міллан — 03:03 Бюрглер — 15:25 Хлапик — 36:46 Еггенбергер — 47:12 Пестоні — 57:42 | 1:0 2:0 3:0 4:0 5:0 |           |                 | Арбітри: Мікаель Норд Мирослав Штольц |
| 16 хв.                                                                                | Вилучення           | 14 хв.    |                 | Арбітри: Мікаель Норд Мирослав Штольц |
|                                                                                       |                     |           |                 | Арбітри: Мікаель Норд Мирослав Штольц |

### Фінал
| 31 грудня 2022 12:10 | Спарта (Прага) | 2 : 3 (бул.) (1:1, 0:1, 1:0) ОТ (0:0) Бул. (0:1) | Амбрі-Піотта | Вайлент Арена, Давос Глядачів: 6,267 |

| Протокол                                                              | Протокол               | Протокол                                                                  | Протокол    | Протокол                              |
| --------------------------------------------------------------------- | ---------------------- | ------------------------------------------------------------------------- | ----------- | ------------------------------------- |
|                                                                       | Якуб Коварж            | Голкіпери                                                                 | Янне Ювонен | Арбітри: Мікко Каукокарі Мікаель Норд |
| Томашек — 06:35 Горак — 53:53 Томашек Ржепик Пршибил Горак Е. Торелль | 0:1 1:1 1:2 2:2 Буліти | 05:45 — Форментон 23:51 — Форментон Геед Бюрглер Форментон Хлапик Пестоні |             | Арбітри: Мікко Каукокарі Мікаель Норд |
| 8 хв.                                                                 | Вилучення              | 4 хв.                                                                     |             | Арбітри: Мікко Каукокарі Мікаель Норд |
|                                                                       |                        |                                                                           |             | Арбітри: Мікко Каукокарі Мікаель Норд |

## Переможець
| Переможець Кубка Шпенглера 2022 |
| ------------------------------- |
| Швейцарія                       |
| Амбрі-Піотта 1-ий титул         |

## Команда усіх зірок
| Позиція   | Гравець        | Команда        |
| --------- | -------------- | -------------- |
| Воротар   | Янне Ювонен    | Амбрі-Піотта   |
| Захисники | Міхал Кемпний  | Спарта (Прага) |
| Захисники | Філіп Берглунд | Еребру         |
| Нападники | Бретт Конноллі | Канада         |
| Нападники | Міхаел Шпачек  | Амбрі-Піотта   |
| Нападники | Роман Горак    | Спарта (Прага) |

Джерело: офіційний сайт